# 中飯降站
中飯降站（日语：／ Nakaiburi eki */?）是位於和歌山縣伊都郡葛城町中飯降231番2號，西日本旅客鐵道（JR西日本）的和歌山線車站。

## 歷史
- 1957年（昭和32年）5月1日 - 日本國有鐵道和歌山線高野口站至妙寺站之間開設此站[1]。
- 1987年（昭和62年）4月1日 - 伴隨國鐵分割民營化，車站由西日本旅客鐵道（JR西日本）營運[1][2]。
- 2020年（令和2年）3月14日 - 車站開始可以使用IC卡「ICOCA」[3]。車站內設置了簡易IC卡閘機（只限出閘）

## 車站構造
車站是一座地面車站，設有1面1線的單式月台。和歌山方向的列車會開啟右邊車門。和歌山方向和五條方向的列車都會停靠在同一月台上。
此站是由橋本站管理的無人車站。此站設有自動售票機。此站沒有車站大樓和廁所，月台直接連接車站出入口。由於路軌比國道低，月台與道路之間設有樓梯連接。
在2020年3月14日時間表修正起，此站可使用ICOCA等交通系IC卡。乘車時需要在車上拍卡，下車時需要在站內使用出閘用IC卡專用簡易閘機。

## 使用狀況
以下為1日平均乘車人次：
| 年度 | 1日平均 乘車人次 |
| ---- | ---------------- |
| 1998 | 477              |
| 1999 | 474              |
| 2000 | 496              |
| 2001 | 503              |
| 2002 | 458              |
| 2003 | 432              |
| 2004 | 398              |
| 2005 | 386              |
| 2006 | 393              |
| 2007 | 377              |
| 2008 | 397              |
| 2009 | 378              |
| 2010 | 372              |
| 2011 | 359              |
| 2012 | 357              |
| 2013 | 337              |
| 2014 | 343              |
| 2015 | 385              |
| 2016 | 416              |
| 2017 | 377              |
| 2018 | 371              |

## 車站周邊
- 和歌山縣立醫科大學附屬醫院紀北分院（日语：和歌山県立医科大学附属病院紀北分院）
- 和歌山縣農業大學校農學部
- 和歌山縣立紀北農藝高等學校（日语：和歌山県立紀北農芸高等学校）
- 初櫻酒造（日语：初桜酒造）

## 巴士路線
葛城町社區巴士
- 「JR中飯降站前」巴士站
  - 河北、河南路線
    - JR笠田站前、高田方向
    - 西澀田西方向

上述路線每日3往返班次（12月31日～1月3日暫停服務）。

## 相鄰車站
西日本旅客鐵道（JR西日本）
 和歌山線
■快速（粉河站以東各站停車）、■普通
高野口－中飯降－妙寺

## 注腳
1. 1 2 3  曾根悟（監修）. 朝日新聞出版分冊百科編集部（編集） , 编. . 週刊朝日百科. 42号 阪和線・和歌山線・桜井線・湖西線・関西空港線. 朝日新聞出版. 2010-05-16: 20–21 （日语）.
2. ↑  『交通年鑑 昭和63年版』 交通協力會，1988年3月。
3. ↑   (PDF) (新闻稿). 西日本旅客鉄道和歌山支社. 2019-12-13  [2021-01-08]. （原始内容存档 (PDF)于2021-01-04） （日语）.
4. ↑  《和歌山縣統計年鑑》和《和歌山縣公共交通機關等資料集》

## 外部連結
- 中飯降｜車站資訊：JR出門網 - 西日本旅客鐵道（日語）